# Крайсман, Август
Август Крайсман (нем. August Kreissmann; 1823, Франкенхаузен — 12 марта 1879, Гера) — немецко-американский певец (тенор) и хоровой дирижёр.
Учился пению в Дрездене, Вене и Милане. В 1849—1876 гг. жил и работал в Бостоне. Руководил различными хоровыми коллективами, в том числе завоевавшим значительную известность хором «Orpheus Club». Как исполнитель был заметным популяризатором классической немецкой песни, особенно произведений Роберта Франца. Вёл частную преподавательскую деятельность (среди его учеников, в частности, Луис Ч. Элсон, под влиянием Крайсмана посвятивший немецкой песне ряд работ).